# Ricardo Lockette
Ricardo Lockette (Albany, 21 maggio 1986) è un ex giocatore di football americano statunitense che ha militato nel ruolo di wide receiver nella National Football League (NFL). Firmò coi Seattle Seahawks come free agent dopo non essere stato scelto nel Draft NFL 2011. Al college ha giocato a football alla Fort Valley State University.

## Carriera professionistica

### Seattle Seahawks
Lockette ottenne un ottimo terzo posto nella prova del 40-yard dash alla NFL Combine del 2011. Malgrado ciò non fu scelto nel Draft ma firmò coi Seattle Seahawks come free agent dopo la fine del lockout della NFL nel 2011. Fu svincolato il 3 settembre e riconfermato dai Seahawks per la squadra di allenamento il giorno seguente. Il 14 dicembre 2011, Lockette fu promosso nel roster attivo dei Seahawks. Nella prima gara professionistica della carriera, Lockette si mise in mostra con una ricezione da 44 yard nella sconfitta punto a punto contro i San Francisco 49ers il 24 dicembre 2011. Nella sua seconda gara, l'ultima della stagione regolare, segnò il suo primo touchdown con una ricezione da ben 61 yard nella sconfitta ai supplementari contro gli Arizona Cardinals il 1º gennaio 2012.
Il 31 agosto 2012, Lockette fu tagliato dai Seahawks ma rifirmò il giorno successivo per far parte della squadra di allenamento di Seattle. Fu svincolato definitivamente il 18 settembre 2012.

### San Francisco 49ers
Il 24 settembre 2012, Lockette firmò con i San Francisco 49ers, con cui passò tutta la stagione nella squadra di allenamento. Il 22 agosto 2013 fu svincolato.

### Chicago Bears
Il 1º settembre 2013, Lockette firmò per fare parte della squadra di allenamento dei Chicago Bears, da cui fu svincolato il 21 ottobre.

### Ritorno ai Sehawks
Il giorno successivo, Ricardo firmò per fare ritorno ai Seahawks. La sua stagione regolare si concluse con 82 yard ricevute in otto presenze, di cui la prima in carriera come titolare. Il 2 febbraio 2014, nel Super Bowl XLVIII contro i Denver Broncos, Seattle dominò dall'inizio alla fine della partita, vincendo per 43-8. Lockette si laureò campione NFL ricevendo un passaggio da 19 yard da Russell Wilson.
Il 4 settembre 2014, Lockette segnò il primo touchdown della stagione dei Seahawks su un passaggio da 33 yard di Russell Wilson, nella vittoria sui Green Bay Packers. Il secondo lo mise a segno due settimane dopo nella vittoria ai supplementari sui Broncos, nella rivincita del Super Bowl di sette mesi prima. La sua annata si chiuse con 11 ricezioni per 195 yard, disputando per la prima volta tutte le 16 partite, nessuna delle quali come titolare.
Il 15 aprile 2015, Lockette firmò un rinnovo contrattuale di un anno coi Seahawks. Il primo touchdown dell'anno lo segnò nel sesto turno contro i Panthers su una ricezione da 40 yard. Due settimane dopo, in casa dei Cowboys, subì una commozione cerebrale che lo lasciò incosciente per qualche minuto sul campo di gioco, venendo costretto ad uscire trasportato da una barella. Il giorno successivo fu annunciato che Lockette avrebbe dovuto sottoporsi ad un intervento chirurgico per riparare i legamenti danneggiati del collo, chiudendo la sua stagione. Tale infortunio segnò la sua fine della sua carriera da giocatore, annunciata in una conferenza stampa il 12 maggio 2016.

## Palmarès
- Super Bowl : 1

Seattle Seahawks: Super Bowl XLVIII
- National Football Conference Championship: 3

San Francisco 49ers: 2012
Seattle Seahawks: 2013, 2014

## Statistiche
| Partite totali         | 34  |
| Partite da titolare    | 1   |
| Yard su ricezione      | 451 |
| Touchdown su ricezione | 4   |